# École nationale supérieure des beaux-arts de Lyon
Die École nationale supérieure des beaux-arts de Lyon (kurz ENSBA Lyon; deutsch Staatliche Hochschule der Schönen Künste Lyon) ist eine vom französischen Kulturminister zugelassene Hochschule für bildende Künste in Lyon.

## Geschichte
Gegründet im Jahr 1756 von Pater Lacroix-Laval und einer Gruppe von Kunstfreunden wurde die freie Zeichenschule auf Grund der königlichen Erlaubnis, in den Provinzen Akademien zu schaffen, im Jahre 1780 Königliche Schule für Grafik und Geometrie. Sie gehört damit zu den ersten Kunstschulen Frankreichs außerhalb von Paris. 1807 wurde sie per Dekret Napoleon Bonapartes am Place des Terreaux im Palais Saint-Pierre untergebracht, wo sechs Jahre zuvor schon das Museum der schönen Künste eingerichtet worden war. Ab 1936 nutzte sie Räumlichkeiten der Textilfachschule, bevor sie 1948 in eine ehemalige Kaserne in der Rue Neyret 10 (Pentes de la Croix-Rousse) umzog, die 1960 durch einen Neubau an gleicher Stelle ersetzt wurde. 2007 fand die ENSBA wiederum im 1. Arrondissement eine neue Heimstatt am Ufer der Saône in den renovierten Gebäuden des Areals Les Subsistances am Quai Saint-Vincent.

## Ausbildung
Die Hochschule nimmt am Bologna-Prozess teil. Sie hat ca. 350 Studenten (Stand 2017).

## Direktoren
- 1812–?: François Artaud
- 1823–1830: Pierre Révoil
- 1831–?: Claude Bonnefond
- ?–1873: Michel Dumas
- 1874–?: Joseph-Hugues Fabisch
- 1874–1877: Félix Clément
- 1886–1894: Amédée Hedin
- 1894–1918: Nicolas Sicard
- 1919–1927: Jean-Baptiste Larrivé
- 1952–1974: Jean Coquet
- 1974–1992: Philippe Nahoum
- 1992–1998: Guy Issanjou
- 1999–2011: Yves Robert
- 2011–jetzt: Emmanuel Tibloux

## Absolventen (Auswahl)

### 19. Jahrhundert
- Émile Beaussier
- Jean-François Bellay
- Jean-Baptiste Beuchot 1836–1841
- Alexandre François Bonnardel
- Jean-Marie Bonnassieux 1828–1833
- Claude Bonnefond
- Louis Borgex
- Jean-Baptiste Bouchardon
- Fleury Chenu
- Jean-Baptiste Chometon
- Félix Clément
- Joseph Coront
- René Dardel 1796–1871
- Germain Detanger
- Antoine Duclaux
- Joseph Dufour
- Michel Dumas
- Hippolyte Flandrin
- Michel Genod
- Léonie Humbert-Vignot
- Jean-Marie Jacomin
- Jean-Baptiste Larrive 1890–1896
- Jean-François Legendre-Héral
- Alphonse Legros
- Edme Camille Martin-Daussigny
- Francisque Pomat
- Jean Puy 1895–1897
- Jean-Marie Reignier
- Etienne Rey 1808–1811
- Jean Seignemartin 1860–1865
- Nicolas Sicard 1846–1920
- Augustin Thierrat
- Tony Tollet 1873–1879
- Anthelme Trimolet
- Jean-Baptiste Vietty

### 20. Jahrhundert
- Adrien Bas ca. 1902
- Louis Bouquet 1903–1907
- Pierre Combet-Descombes ca. 1902
- Étienne Martin 1929–1933
- Louis Vuillermoz 1939–1940
- Lionel Estève ca. 1986